# ハイドロジェノソーム
ハイドロジェノソーム（ヒドロゲノソーム、Hydrogenosome）は二重膜に囲まれた細胞小器官であり、水素とATPを産生する機能を持つ。この小器官はミトコンドリアが進化したものであると考えられており、一部の繊毛虫、パラバサリア類、菌類などに見られる。

図　ハイドロジェノソームにおけるATP合成経路モデル.
aneaerob：嫌気的条件、aerob：好気的条件、Ferredoxin：フェレドキシン、Pyruvat：ピルビン酸、Acetyl-CoA：アセチルCoA、Acetat：酢酸、Succinat：コハク酸、Succinyl-CoA：スクシニルCoA、CoA：補酵素A

## 概要
ハイドロジェノソームは嫌気的条件下でリンゴ酸もしくはピルビン酸からカルボキシル基を酸化的に除去し、酢酸、分子態水素、および二酸化炭素を産生するとともに ATP を合成する細胞小器官である。つまりは細胞の生存に必要なエネルギーを得るための小器官である。一部の嫌気性生物に見られ、ミトコンドリアを持つ好気的な生物からは見つかっていない。系統的に離れた様々な生物がハイドロジェノソームを持っていることから、ハイドロジェノソームは共有派生形質ではなく、収斂進化によるものであると考えられている。

## 歴史
ハイドロジェノソームは1970年代初頭、米国の研究者である Lindmark と Müller によって発見された。当初は偏性嫌気性であるクロストリジウム属の細菌が細胞内共生したものであると思われたが、後にミトコンドリアに近い小器官であると考えられるようになった。1996年にトリコモナス（Trichomonas vaginalis）のハイドロジェノソームからミトコンドリアのものと相同性の高い熱ショックタンパク質が発見され、ハイドロジェノソームがミトコンドリアに由来する構造である事が明らかとなった。

## 特徴
ハイドロジェノソームは直径およそ1μmの小器官で、水素（Hydrogen）を産生することから名付けられた。ミトコンドリアと同様に二重膜で囲まれており、内膜にはミトコンドリアクリステに似た突起が見られる（クリステが無い場合もある）。ハイドロジェノソームは前述の通りミトコンドリアが進化の過程でその特徴を幾つか失って成立したものとされており、例えばネオカリマスティクス（Neocallimastix）やトリコモナス（T. vaginalis, T. foetus）のハイドロジェノソームでは、かつて存在したであろうミトコンドリアゲノムは完全に失われている。一方で、ゴキブリに寄生する繊毛虫の Nyctotherus ovalis ではハイドロジェノソームのゲノムが1998年に報告されている。これはミトコンドリアからハイドロジェノソームへの進化の中間段階（ミッシングリンク）であると考えられている。両者は二重膜に囲まれており、ATPを産生し、（多くの生物では）細胞自体の細胞周期とは同期せずに分裂する、などの共通点がある。一方、N. Ovalis 以外の生物ではハイドロジェノソームのゲノムは失われており、また呼吸鎖複合体、シトクロム、FoF1-ATP 合成酵素、クエン酸回路、酸化的リン酸化の過程やミトコンドリア内膜脂質のカルジオリピン（Cardiolipin）なども消失している。

## 代謝
解糖系は細胞質で行われ、その最終産物はミトコンドリアを持つ生物と同じくピルビン酸である。ピルビン酸を出発物質とする点はミトコンドリアとハイドロジェノソームは共通するが、これを酸化する酵素が前者ではピルビン酸デヒドロゲナーゼ複合体であるのに対し、後者では PFOR（Pyruvate:Ferredoxin Oxidoreductase）である。一部のツボカビ類では PFOR の代わりに PFL（Pyruvate Formate Lyase、ピルビン酸ギ酸リアーゼ）を利用している。
ハイドロジェノソームにおいて ADP から ATP が合成される反応は基質レベルのリン酸化であり、スクシニルCoA合成酵素によって触媒される。この酵素の働きで酢酸と水素が生成する。これは、嫌気的条件用のハイドロジェノソームでは電子受容体として酸素を使えないため、H+が最終電子受容体を担うからである。ハイドロジェノソームは嫌気的条件下で機能する小器官であるが、好気的条件化に置かれた場合には水素の代わりに過酸化水素が発生すると考えられている。

## ハイドロジェノソームを持つ生物

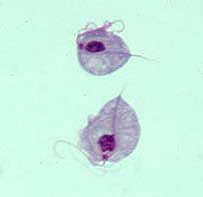
Trichomonas vaginalis

ハイドロジェノソームの研究が最も進んでいる生物は、人畜の性感染症を引き起こす寄生虫であるトリコモナス類（→トリコモナス症）や、ネオカリマスティクスのようなルーメン真菌である。
ゴキブリの後腸に棲む嫌気性の繊毛虫 N. ovalis は細胞内に無数のハイドロジェノソームを持っており、これは Nyctotherus ovalis の細胞内共生体であるメタン菌と密接な関係がある。N. ovalis のメタン菌は、ハイドロジェノソームが産生する水素を利用してメタンを生成しているのである。また N. ovalis のハイドロジェノソームのマトリックスにはリボソーム様の顆粒があり、共生メタン菌の 70s リボソームに近い大きさである。この特徴は、ハイドロジェノソーム内にゲノムが存在する事を形態の面から支持するものと言われている。